# Sca Fell
Der Sca Fell – von einigen Autoren wie Alfred Wainwright manchmal auch Scafell geschrieben – ist einer der 214 Wainwright genannten Berge (Fell) im nordenglischen Nationalpark Lake District. Mit einer Höhe von 964 Metern ist er nach dem Scafell Pike, mit dem er durch den Felsgrat Mickledore verbunden ist, die zweithöchste Erhebung Englands.
Ursprünglich wurde der Name Sca Fell zur Bezeichnung des gesamten Massivs verwendet, doch in neuerer Zeit ist damit nur noch die südlich des Mickledore gelegene Erhebung gemeint.

## Täuschung der Höhe

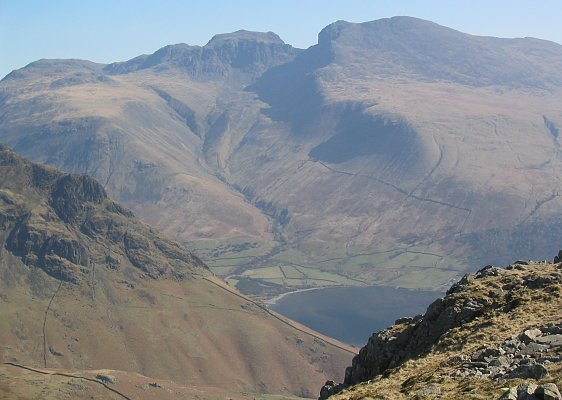
Das Scafell Massiv von Middle Fell aus gesehen. Aus dieser Perspektive scheint der Sca Fell den höheren Scafell Pike deutlich zu überragen.

Lange wurde der Sca Fell als höchste Erhebung des Massivs betrachtet, da es aus etlichen wesentlichen Blickwinkeln so erscheint. Aus diesem Grunde waren die heute als Scafell Pike, Ill Crag und Broad Crag (934 m ASL, ⊙) bekannten Gipfel vormals kollektiv unter dem Namen „Pikes of Sca Fell“ bekannt, also als Nebengipfel.
Grund der Täuschung ist ein nicht wahrgenommener Entfernungsunterschied: Fast allen Talorten sowie den südlichen und westlichen benachbarten Hängen steht der niedrigere Sca Fell näher als Scafell Pike und sieht daher höher aus.

## Routen
Obwohl nicht der höchste Gipfel, gilt Sca Fell weiterhin als die für Wanderer am schwierigsten zu bezwingende Anhöhe im Umkreis. Sowohl die schroffen Abhänge als auch die in der Nähe liegenden Moore machen den Aufstieg bei nebeligem Wetter besonders schwierig, da ein Pfad dann kaum zu finden ist.
Die von Wast Water ausgehende direkte Aufstiegsroute ist heute wegen eines Felssturzes im Jahre 2001 durch instabiles Felsgestein gefährdet. Eine längere Alternativroute zum Gipfel hat ihren Anfang in Boot in Eskdale, gleichzeitig Endstation der Ravenglass and Eskdale Railway. Sie folgt dem Oberlauf des River Esk und führt dann über den Foxes Tarn zum Gipfel. Als Abstiegsroute bietet sich der Weg zum Burnmoor Tarn an, der mitten durch das Moorland führt.
Der massive Ostpfeiler des Sca Fell bietet als eine der größten Felsklippen Englands mehrere Felskletterrouten.